# Kallima paralekta
Kallima paralekta és una espècie de lepidòpter papilionoïdeu de la família dels nimfàlids (Nymphalidae). És endèmica de Java i Sumatra (Indonèsia). Com altres membres del seu gènere, és notable per la seva gran semblança amb una fulla morta quan les seves ales estan plegades.
Va ser una de les espècies que va trobar el naturalista britànic Alfred Russel Wallace en els seus viatges al sud-est asiàtic marítim. S'esmenta a la seva famosa obra del segle xix The Malay Archipelago com un dels millors exemples de camuflatge protector aconseguit mitjançant la selecció natural.

## Taxonomia
Kallima paralekta es classifica dins el gènere Kallima de la tribu Kallimini, subfamília Nymphalinae de la família Nymphalidae. És l'espècie tipus del gènere Kallima.
L'espècie conté dues subespècies, Kallima paralekta paralekta i Kallima paralekta tribonia. El mascle de l'espècie va ser descrit per primera vegada com a Paphia paralekta pel metge i naturalista estatunidenc Thomas Horsfield el 1829. La femella va ser descrita el 1850 per l'entomòleg John O. Westwood. Els exemplars tipus d'ambdós es van recuperar a Java, Indonèsia.

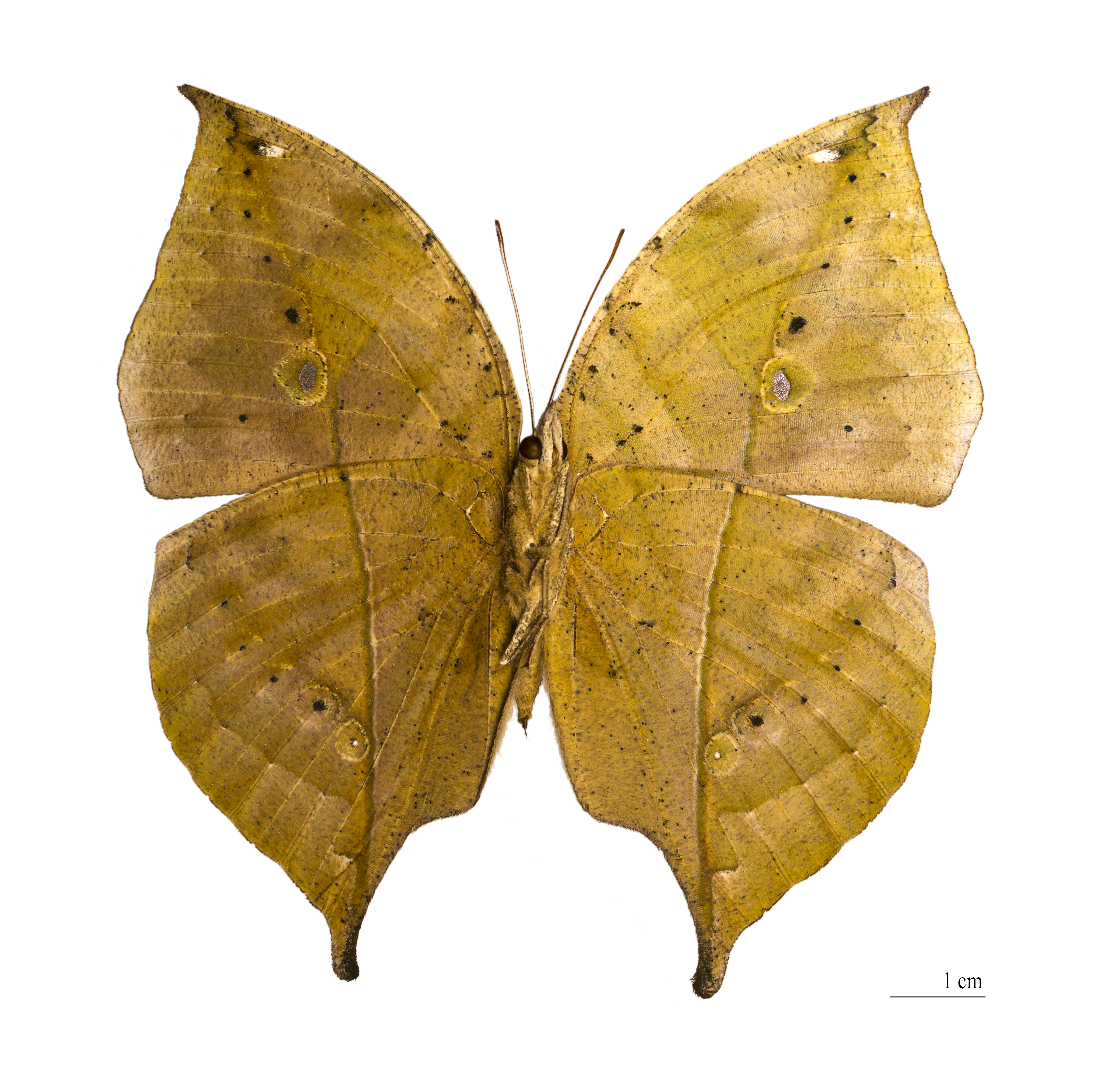
Female, underside, from Muséum de Toulouse, France
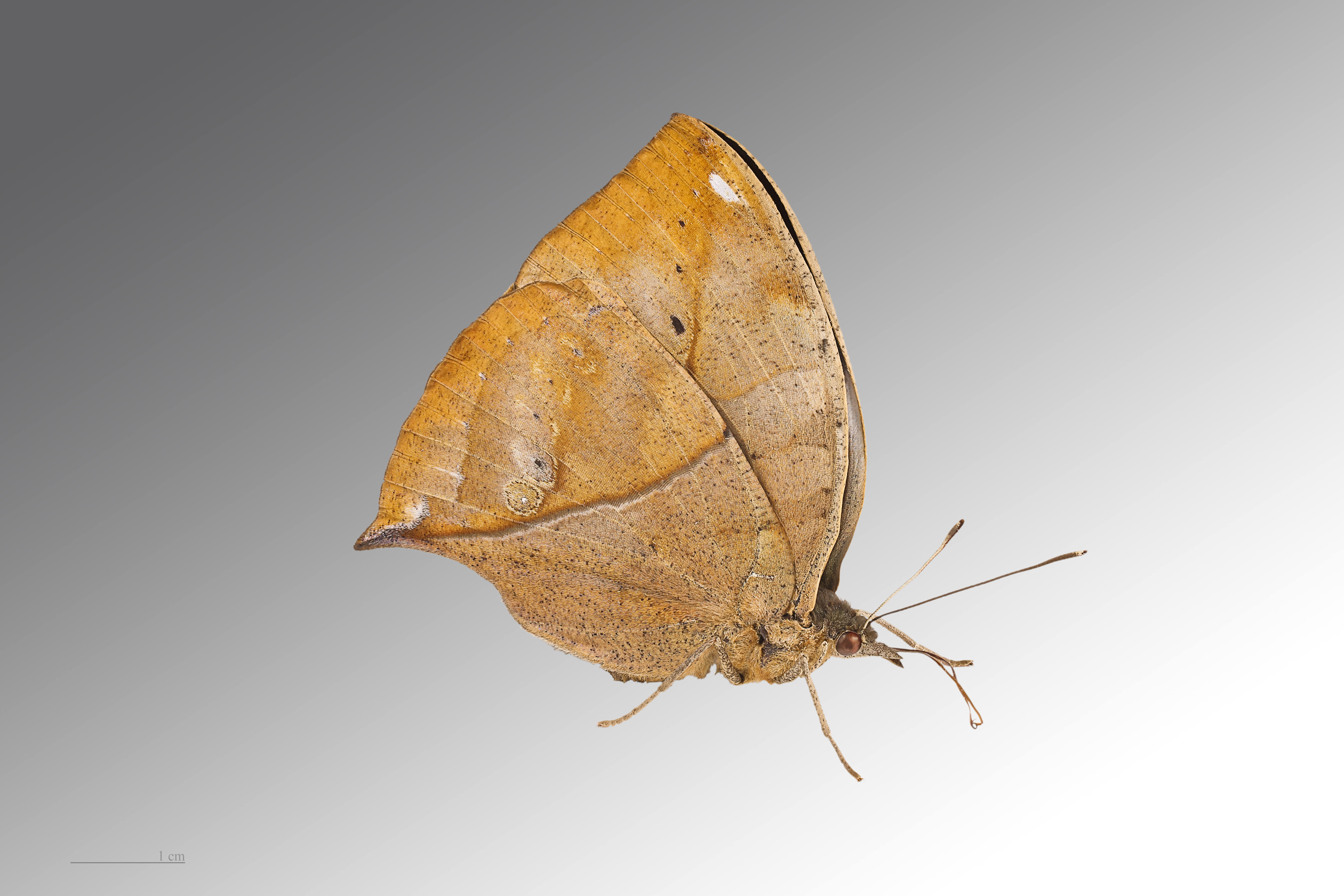
Female, underside, also from the Muséum de Toulouse

L'espècie es coneix comunament com «Indian leafwing», encara que no es troba a l'Índia. Pot ser perquè la seva distribució nativa era coneguda antigament com les Índies Orientals; o pot ser perquè la papallona Kallima inachus de color similar i estretament relacionada que es trobava a l'Índia i a tot l'est tropical d'Àsia es va confondre de vegades i es considerava anteriorment una subespècie de Kallima paralekta. De vegades també es coneix com la «Malaysian dead leaf» o «Malayan leafwing», que també és enganyosa ja que no es troba a Malàisia. Tanmateix, una subespècie de Kallima limborgii que es troba al nord-oest de la Malàisia peninsular, Kallima limborgii amplirufa, va ser inclosa una vegada dins de Kallima paralekta com a Kallima paralekta amplirufa.

## Descripció
Les superfícies superiors de les ales del mascle Kallima paralekta s'han descrit com a extremadament belles. Tenen bandes de color taronja brillant (fascia) obliqües a les superfícies superiors de les ales anteriors, les vores interiors de les quals acaben a la cantonada inferior de les ales anteriors. Les zones per sota de les bandes taronges i tota la superfície superior de les ales posteriors són d'un blau profund brillant a porpra.

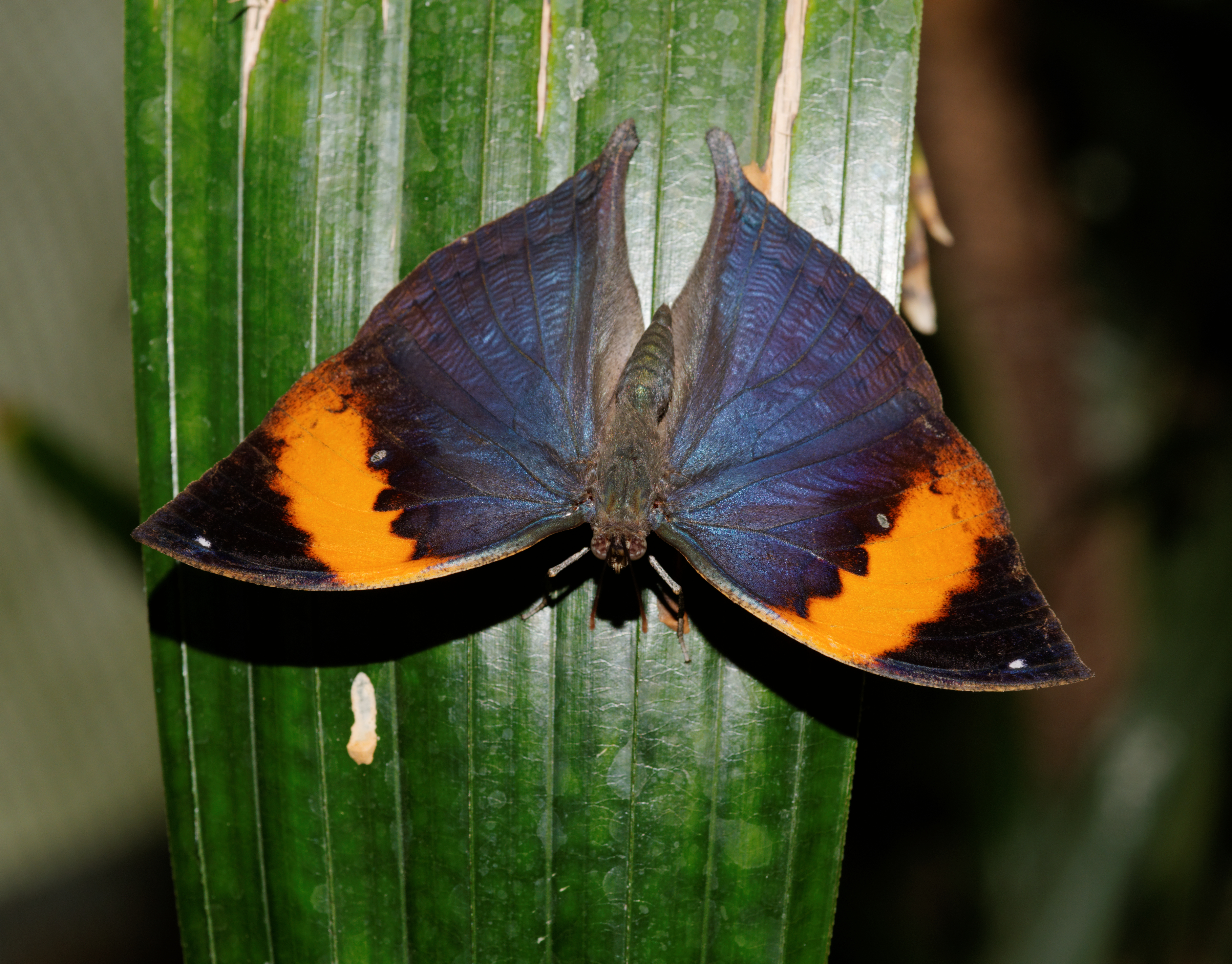
Mascle, part superior, del Jardí de les papallones de Hunawihr, França
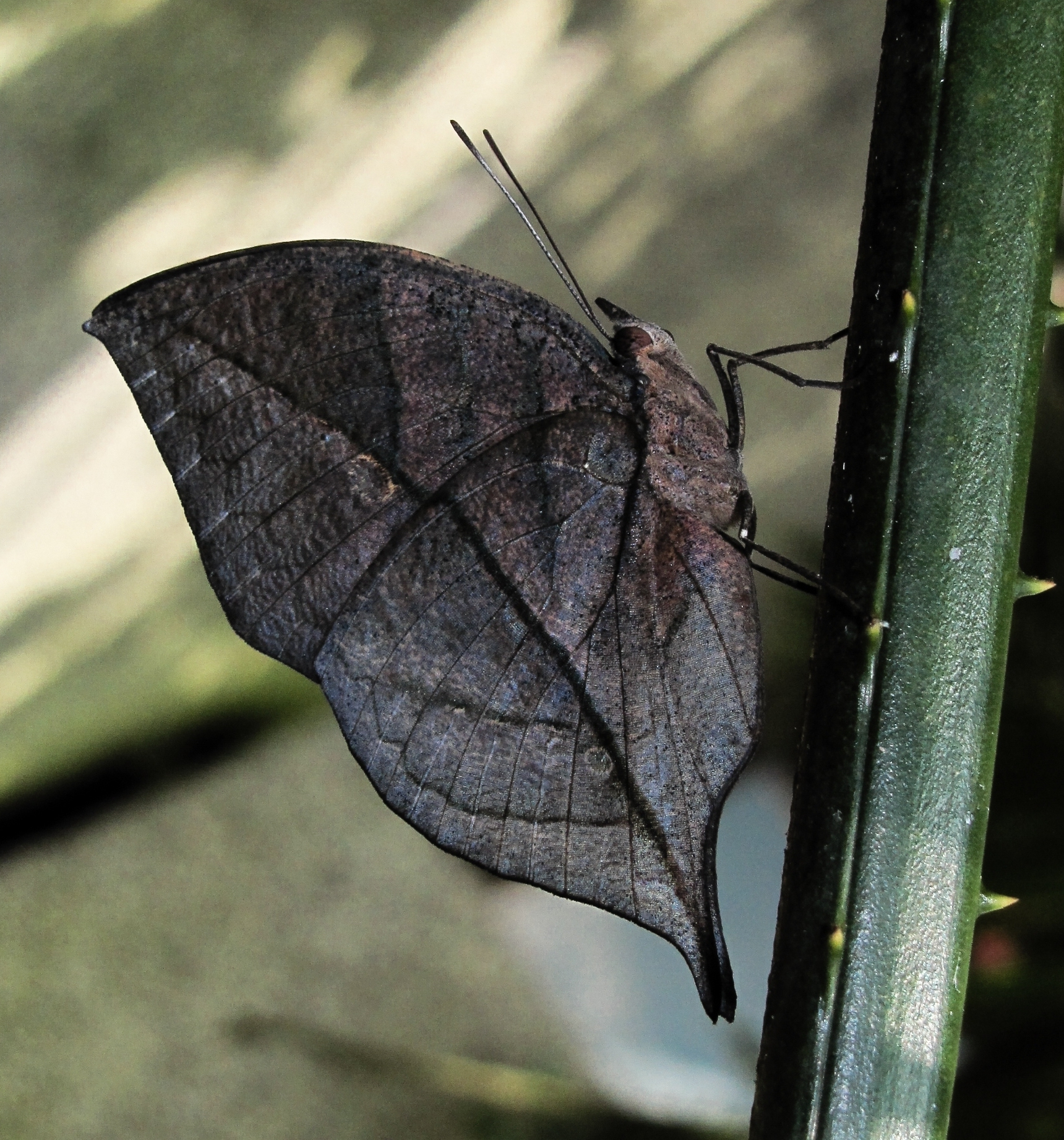
Exemplar de la Casa de papallones Collodi de la Toscana, Itàlia

Les femelles no tenen la coloració brillant dels mascles. Les seves superfícies superiors són generalment d'un marró rovellat. També tenen bandes obliqües amples a les ales anteriors, però aquestes són blanques. Les puntes de les ales anteriors estan enganxades.
La part inferior de les ales d'ambdós sexes és molt variable i no hi ha dos exemplars exactament iguals. Tanmateix, els colors són sempre els de les fulles mortes com el gris, marró, vermell, verd oliva o groc pàl·lid. Exhibeixen representacions extraordinàries de les diverses característiques que es troben a les fulles en descomposició. Els patrons com taques, taques fosques i punts en pols que s'assemblen al míldiu i altres creixements de fongs són tan reals que es pot enganyar als observadors perquè pensen que la papallona està sent atacada per fongs reals. També a les ales hi ha zones petites i ovalades sense escates (ocels hialins) que semblen «finestres» transparents i imiten els forats deixats per les larves d'insectes a les fulles.

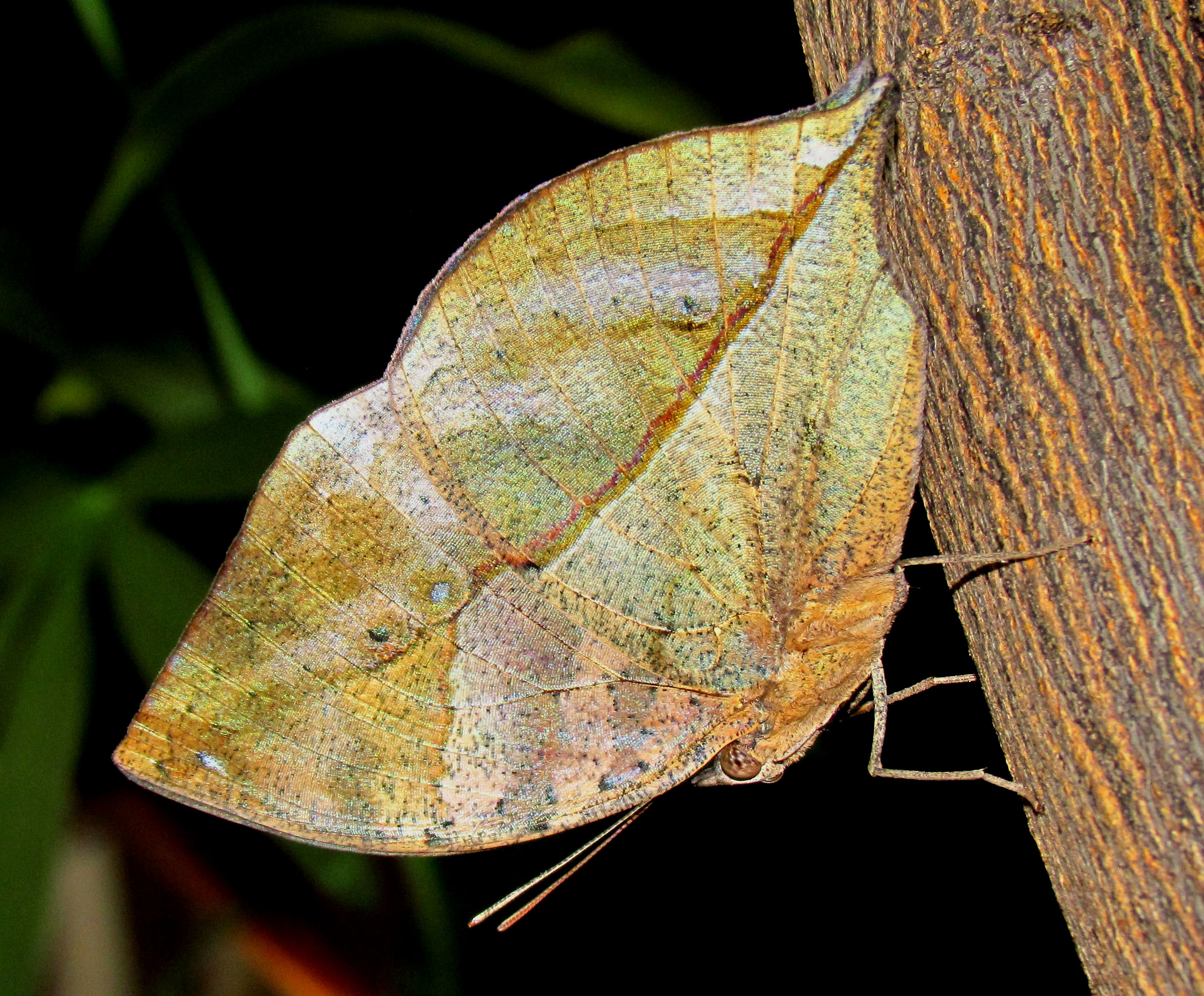
Individu amb les ales plegades, que mostra la seva notable semblança amb una fulla
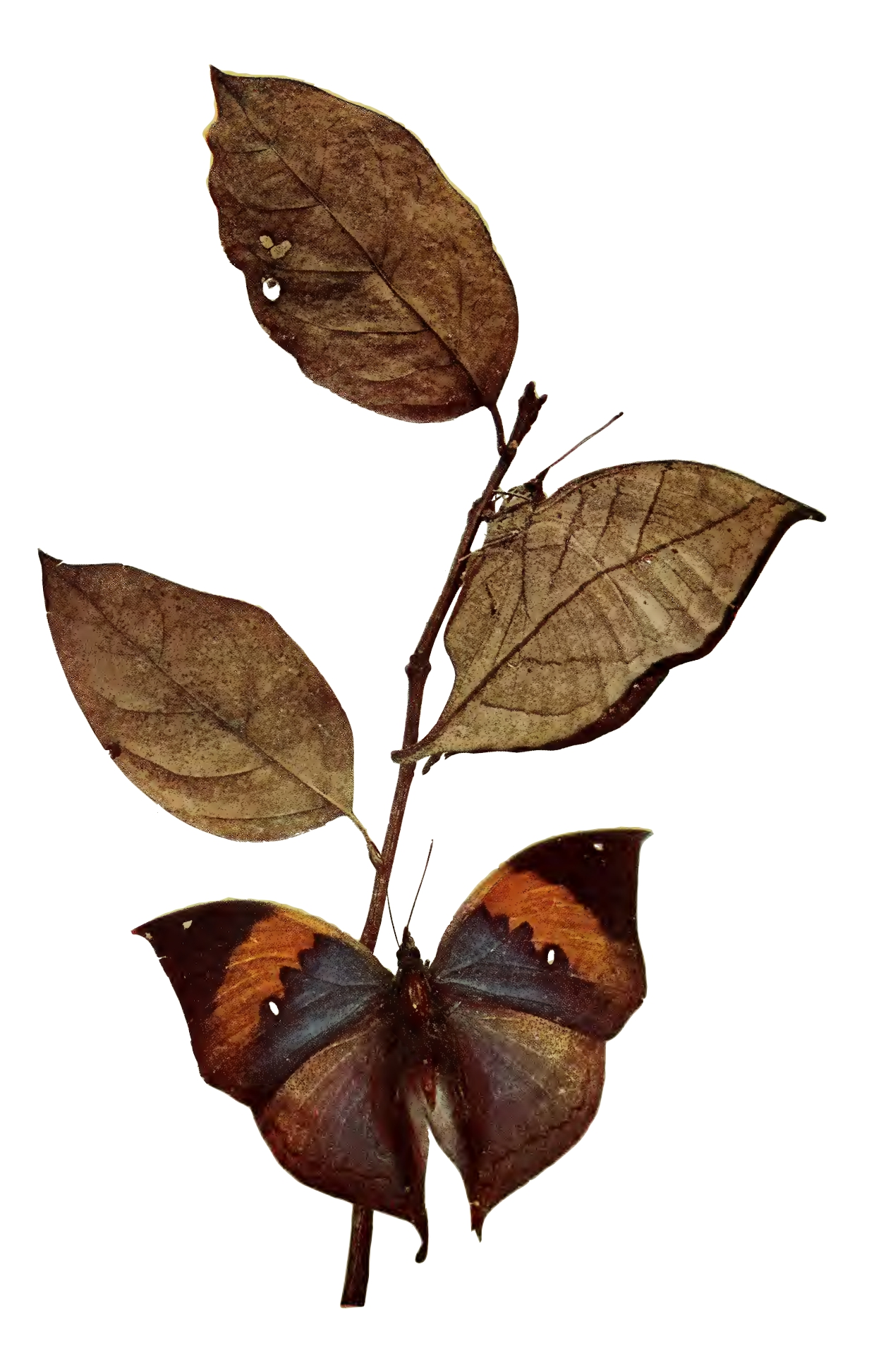
Una il·lustració de 1902 de dos exemplars de Kallima paralekta en mostra un amb les ales plegades i gairebé indistinguible de les fulles mortes, i un amb les ales esteses mostrant colors brillants.

Les puntes de les ales anteriors són punxegudes, mentre que les puntes de les posteriors s'estenen en una cua curta i estreta, semblant als pecíols de les fulles. Pel mig de les ales anteriors i posteriors hi ha una línia, fosca per un costat i clara per l'altre, que representa els costats ombrejats i il·luminats d'una nervadura central de la fulla. A partir d'aquesta línia hi ha línies més tènues que irradien cap endavant i s'assemblen als nervis secundaris de les fulles. Una part s'aconsegueix mitjançant les marques, i una part mitjançant la incorporació de la venació real de l'ala. El cap i les antenes s'ajusten exactament a la corba de les ales superiors tancades per no interferir amb el contorn. Les petites irregularitats resultants s'assemblen a les vores arrugades de les fulles marcides.

## Distribució
Kallima paralekta és endèmica d'Indonèsia. La subespècie Kallima paralekta paralekta només es troba a Java, Indonèsia; mentre que la subespècie Kallima paralekta tribonia es troba a Sumatra, Indonèsia.

## Ecologia
Les larves s'alimenten d'espècies Strobilanthes i Pseuderanthemum. L'adult Kallima paralekta rarament s'alimenta de nèctar de flors. Es veu amb més freqüència alimentant-se de fruita podrida. Els adults solen utilitzar la mateixa perxa mentre esperen possibles companys, volant breument i tornen al mateix lloc.
Kallima paralekta es va fer famosa al segle xix pel naturalista britànic Alfred Russel Wallace. En el seu influent llibre The Malay Archipelago, Wallace la descriu com «el cas més meravellós i indubtable de semblança protectora en una papallona». Descriu vívidament les seves experiències intentant capturar exemplars de Kallima paralekta a Sumatra:
| « | Les superfícies superiors de les seves grans ales són força vives i sorprenents, i són molt fàcils de detectar quan estan en vol. Tanmateix, tan bon punt la papallona s'atura, gairebé sempre entre les fulles mortes, es torna pràcticament invisible a causa del seu notable camuflatge. Fins i tot mirant el lloc on semblava desaparèixer, en general no es podia veure fins que començava a volar de nou uns instants després. | » |

Wallace va utilitzar la papallona com a exemple de selecció natural en suport de la teoria de l'evolució de Wallace i Darwin.